# 스콧 리브스
스콧 리브스(Scott Reeves, 1966년 5월 16일 ~ )는 미국의 배우, 작곡가 겸 작사가이다.

## 출연 작품
- 아버지의 깃발 (2006년)
- 여섯 쌍둥이는 괴로워 (1999, Half a Dozen Babies) - 키스 딜리 역
- 부서진 요람 (1997년)
- 방황하는 마음 (1996년)
- 못말리는 람보 (1993년)
- 대반격 (1991년)
- 빼앗긴 이름 (1989년)
- 13일의 금요일 8 - 맨하탄에 나타난 제이슨 (1989년) - 숀 로벗슨 역
- 몬스터 가족 (1988년)

### 텔레비전
- 우리 생애 나날들 (1988)
- 더 영 앤 더 레스트리스 (1991-2001)